# .org
.org (del idioma inglés organization, que significa organización) es un dominio de Internet de nivel superior genérico (gTLD) que forma parte del sistema de nombres de dominio utilizado en Internet. El dominio fue originalmente pensado como el TLD misceláneo para las organizaciones que no encajaban en ningún otro lugar. Es utilizado habitualmente por organizaciones sin ánimo de lucro, proyectos de código abierto como OpenOffice o Wikipedia, las ONG y también por comunidades, pero es un dominio abierto que puede ser utilizado por cualquier persona. El .org suele ser usado como oposición al .com que emplean habitualmente las empresas.
Muchos países tienen dominios de segundo nivel con el mismo propósito. Sus nombres generalmente son de la forma .org.xx o .or.xx donde xx es el nombre del dominio de un país. Los partidos políticos europeos y estadounidenses, además de formaciones ecologistas, misiones diplomáticas o consulados suelen utilizarlos para sus sitios web. Este dominio junto con el .name y el .info llegan a ser recomendados para fines particulares.
El número de dominios registrados en .org ha aumentado desde menos de un millón en la década de 1990, hasta diez millones en 2012, y se ha mantenido estable entre diez y once millones desde entonces. En noviembre de 2019, el Registro de Interés Público (PIR, por sus siglas en inglés) iba a ser vendido por la Internet Society a la empresa fantasma Ethos Capital por 1,135 millones de dólares. El PIR también anunció que abandonaría su estatus de organización sin ánimo de lucro para convertirse en una Corporación B. Sin embargo, esta medida fue criticada por las organizaciones sin ánimo de lucro y varios grupos de derechos digitales por la preocupación de que Ethos Capital, una empresa de capital privado, aumentaría las tasas o censurara el dominio. La Corporación de Internet para la Asignación de Nombres y Números (ICANN) bloqueó la venta en abril de 2020 por considerar que la transferencia del control del dominio a la empresa de capital privado crearía una «incertidumbre inaceptable» para las organizaciones sin ánimo de lucro que dependían del dominio org.

## Historia
El dominio .org fue creado en enero de 1985, siendo uno de los dominios originales establecidos para servir a organizaciones de carácter no comercial que no se clasifican adecuadamente en los otros gTLD. Los otros primeros dominios de primer nivel eran .com, .us, .edu, .gov, .mil y .net. La MITRE Corporation fue el primer grupo en registrar un dominio org con mitre.org en julio de 1985. Desde el 1 de enero de 2003, ha sido desde entonces gestionado por el Registro de Interés Público (Public Interest Registry en inglés), que asumió la tarea de VeriSign Global Registry Services, una división de Verisign. En la actualidad no existen requisitos específicos para registrar un dominio .org.

## Registros

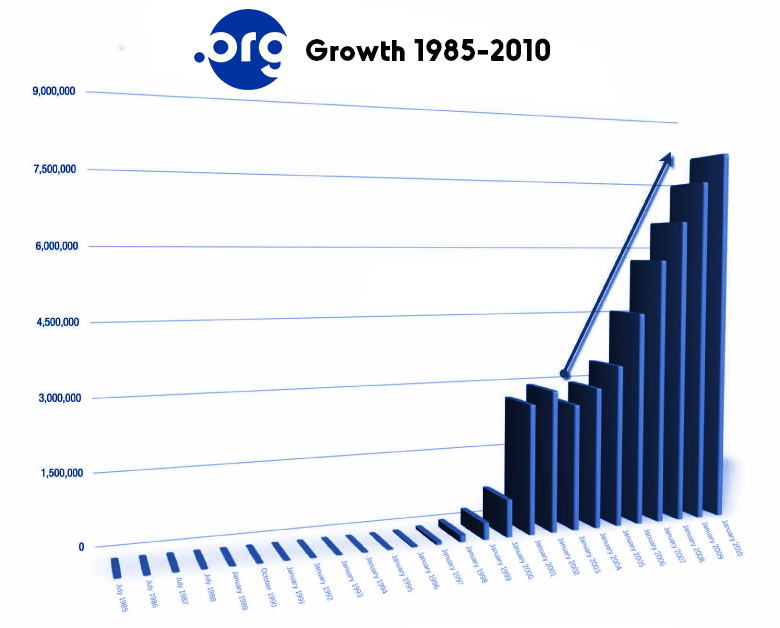
El número de dominios .org registrados en el Registro de Interés Público.

Los registros de subdominios se tramitan a través de registradores acreditados en todo el mundo. Cualquiera puede registrar un dominio de segundo nivel dentro de .org, sin restricciones. En algunos casos, los subdominios son utilizados también por sitios comerciales, como craigslist.org. Según el informe de ICANN Dashboard (Domain Name), la composición del TLD es diversa, e incluye instituciones culturales, asociaciones, equipos deportivos, organizaciones religiosas y cívicas, proyectos de software de código abierto, escuelas, iniciativas medioambientales, organizaciones sociales y fraternales, organizaciones sanitarias, servicios jurídicos, así como clubes y grupos de voluntariado comunitario.
Aunque las organizaciones de cualquier parte del mundo pueden registrar subdominios, muchos países, como Australia (.au), Canadá (.ca), Japón (.jp), Argentina (.ar), Bolivia (.bo), Uruguay (.uy), Turquía (.tr), Somalia (.so), Sierra Leona (.sl), Rusia (.ru), Bangladés (.bd), India (.in) y el Reino Unido (.uk), han establecido un dominio de segundo nivel con un propósito similar bajo sus dominios de nivel superior geográfico (ccTLD). Estos dominios de segundo nivel suelen llevar el nombre de .org o .or.[cita requerida]
En 2009, el dominio .org contaba con más de 8 millones de nombres de dominio registrados, 8,8 millones en 2010 y 9,6 millones en 2011. El Registro de Interés Público registró el dominio .org número diez millones en junio de 2012. Cuando se registró el dominio de segundo nivel número 9,5 millones en diciembre de 2011, .org se convirtió en el tercer gTLD más grande.
En noviembre de 2019, según el ranking de Tranco de los principales dominios mundiales de 1M, los dominios bajo el .org eran alrededor del 6 % del 1000 y el 7 % de los principales 100 mil y 1 millón de dominios.

### Nombres de dominio internacionalizados
El registro de dominios .org permite el registro de determinados nombres de dominio internacionalizados (IDN) como dominios de segundo nivel. Para los IDNs alemanes, daneses, húngaros, islandeses, coreanos, letones, lituanos, polacos y suecos esto ha sido posible desde 2005. Los registros de IDN en español han sido posibles desde 2007, y los IDNs chinos en 2010.

## Seguridad de los nombres de dominio
El 2 de junio de 2009, el Registro de Interés Público anunció que el dominio .org es el primer dominio de nivel superior genérico abierto y el mayor registro en general que ha firmado su zona DNS con las extensiones de seguridad para el sistema de nombres de dominio (DNSSEC). Esto permite la verificación de la autenticidad e integridad del origen de los datos DNS por parte de los clientes DNS conformes.
A partir del 23 de junio de 2010, se habilitó la DNSSEC para los dominios de segundo nivel individuales, empezando por 13 registradores.

## Costo de registro
Desde 2003, el Registro de Interés Público (PIR) le cobra a sus registradores acreditados un precio máximo de 9,05 dólares estadounidenses al año por cada nombre de dominio. Los registradores pueden fijar sus tarifas a los usuarios finales sin restricciones.
En abril de 2019, la ICANN propuso el fin del límite de precio de los dominios .org y lo eliminó efectivamente en julio a pesar de haber recibido 3.252 comentarios en contra y solo seis a favor. Unos meses después, el propietario del dominio, el PIR, propuso vender el dominio a la empresa de inversión Ethos Capital.